# Liga Nacional de Futsal 2001
Die Liga Nacional de Futsal 2001 war die sechste Spielzeit einer brasilianischen Futsalliga, der Liga Nacional de Futsal. Sie wurde vom Confederação Brasileira de Futsal ausgerichtet.

## Modus
Der Wettbewerb wurde in vier Phasen ausgetragen, zwei Vorrunden sowie Halb- und Finalspiele. In der ersten Runde traten alle Klubs in zwei Gruppen im Ligaverfahren aufeinander. Der Tabellenletzte schied aus dem Turnier aus. In der zweiten Runde traten die Klubs aus derselben Gruppe wie zuvor gegeneinander an. Die ersten beiden einer Gruppe zogen ins Halbfinale ein. In diesem folgte der Wettbewerb dem Pokalmodus mit Hin- und Rückspiel. Das Finale wurde im Best-of-Three ausgespielt.

## Teilnehmer
- EC Banespa
- Associação Carlos Barbosa de Futsal
- SC Corinthians
- CR Flamengo
- Foz Futsal
- AD Jaraguá
- Minas Tênis Clube
- Grêmio Osasco Audax
- EC Rio Verde
- SC Ulbra
- Universidade do Estado da Bahia
- Universidade de Caxias do Sul
- CR Vasco da Gama
- AD Wimpro

## 1. Runde

### Gruppe A
| Pl. | Verein                              | Sp. | S | U | N  | Tore    | Diff. | Punkte |
| --- | ----------------------------------- | --- | - | - | -- | ------- | ----- | ------ |
| 1.  | CR Vasco da Gama (M)                | 14  | 7 | 4 | 3  | 046:360 | +10   | 25     |
| 2.  | Minas Tênis Clube                   | 14  | 6 | 4 | 4  | 048:390 | +9    | 22     |
| 3.  | Associação Carlos Barbosa de Futsal | 14  | 6 | 4 | 4  | 050:420 | +8    | 22     |
| 4.  | AD Jaraguá                          | 14  | 5 | 5 | 4  | 041:350 | +6    | 20     |
| 5.  | Foz Futsal                          | 14  | 3 | 7 | 4  | 041:400 | +1    | 16     |
| 6.  | Grêmio Osasco Audax                 | 14  | 3 | 5 | 6  | 039:460 | −7    | 14     |
| 7.  | AD Wimpro                           | 14  | 3 | 1 | 10 | 029:500 | −21   | 10     |

| Zum Saisonende 2000: |                       |
| (M)                  | Meister des Vorjahres |

### Gruppe B
| Pl. | Verein                          | Sp. | S  | U | N | Tore    | Diff. | Punkte |
| --- | ------------------------------- | --- | -- | - | - | ------- | ----- | ------ |
| 1.  | EC Banespa                      | 14  | 10 | 2 | 2 | 060:410 | +19   | 32     |
| 2.  | SC Ulbra                        | 14  | 5  | 7 | 2 | 052:460 | +6    | 22     |
| 3.  | SC Corinthians                  | 14  | 5  | 5 | 4 | 035:370 | −2    | 20     |
| 4.  | CR Flamengo                     | 14  | 4  | 5 | 5 | 027:310 | −4    | 17     |
| 5.  | EC Rio Verde                    | 14  | 5  | 2 | 7 | 044:550 | −11   | 17     |
| 6.  | Universidade de Caxias do Sul   | 14  | 3  | 6 | 5 | 033:320 | +1    | 15     |
| 7.  | Universidade do Estado da Bahia | 14  | 3  | 3 | 8 | 037:520 | −15   | 12     |

## 2. Runde

### Gruppe C
| Pl. | Verein                              | Sp. | S | U | N | Tore    | Diff. | Punkte |
| --- | ----------------------------------- | --- | - | - | - | ------- | ----- | ------ |
| 1.  | Associação Carlos Barbosa de Futsal | 10  | 8 | 2 | 0 | 041:140 | +27   | 26     |
| 2.  | Foz Futsal                          | 10  | 5 | 1 | 4 | 027:320 | −5    | 16     |
| 3.  | Minas Tênis Clube                   | 10  | 4 | 3 | 3 | 035:310 | +4    | 15     |
| 4.  | AD Jaraguá                          | 10  | 4 | 2 | 4 | 033:280 | +5    | 14     |
| 5.  | CR Vasco da Gama (M)                | 10  | 3 | 0 | 7 | 029:380 | −9    | 09     |
| 6.  | Grêmio Osasco Audax                 | 10  | 2 | 0 | 8 | 018:400 | −22   | 06     |

| Zum Saisonende 2000: |                       |
| (M)                  | Meister des Vorjahres |

### Gruppe D
| Pl. | Verein                        | Sp. | S | U | N | Tore    | Diff. | Punkte |
| --- | ----------------------------- | --- | - | - | - | ------- | ----- | ------ |
| 1.  | SC Ulbra                      | 10  | 8 | 0 | 2 | 033:130 | +20   | 24     |
| 2.  | CR Flamengo                   | 10  | 5 | 3 | 2 | 032:230 | +9    | 18     |
| 3.  | EC Banespa                    | 10  | 5 | 2 | 3 | 038:260 | +12   | 17     |
| 4.  | Universidade de Caxias do Sul | 10  | 5 | 1 | 4 | 022:280 | −6    | 16     |
| 5.  | SC Corinthians                | 10  | 2 | 1 | 7 | 017:300 | −13   | 07     |
| 6.  | EC Rio Verde                  | 10  | 1 | 1 | 8 | 023:450 | −22   | 04     |

## Finalrunde

### Turnierplan
|  | Halbfinale | Halbfinale     | Halbfinale | Halbfinale | Halbfinale |  |  | Finale | Finale         | Finale | Finale | Finale |
|  |            |                |            |            |            |  |  |        |                |        |        |        |
|  |            |                |            |            |            |  |  |        |                |        |        |        |
|  |            | Foz Futsal     | 2          | 0          |            |  |  |        |                |        |        |        |
|  |            | SC Ulbra       | 5          | 3          |            |  |  |        |                |        |        |        |
|  |            |                |            |            |            |  |  |        | SC Ulbra       | 7      | 2      | 1      |
|  |            |                |            |            |            |  |  |        | Carlos Barbosa | 3      | 5      | 6      |
|  |            | CR Flamengo    | 2          | 0          |            |  |  |        |                |        |        |        |
|  |            | Carlos Barbosa | 0          | 2          |            |  |  |        |                |        |        |        |
|  |            |                |            |            |            |  |  |        |                |        |        |        |

### Halbfinale
| Datum     |             | Gesamt |                | Hinspiel | Rückspiel |
| --------- | ----------- | ------ | -------------- | -------- | --------- |
| 15./17.7. | CR Flamengo | 4:4    | Carlos Barbosa | 2:0      | 0:2       |
| 15./18.7. | Foz Futsal  | 2:8    | SC Ulbra       | 2:5      | 0:3       |

### Finale
| Datum   |                | Ergebnis  |                |
| ------- | -------------- | --------- | -------------- |
| 22.07.  | Carlos Barbosa | 3:7       | SC Ulbra       |
| 29.07.  | SC Ulbra       | 2:5       | Carlos Barbosa |
| 05.08.  | SC Ulbra       | 1:6       | Carlos Barbosa |
| Gesamt: | SC Ulbra       | 1:2 Siege | Carlos Barbosa |